# Petrunea, Glodeni
Petrunea este un sat din raionul Glodeni, Republica Moldova.

## Teritoriul și poziția fizico-geografică
Este un sat (comună) din raionul Glodeni. Este situat în apropierea orașului Glodeni la o distanță de 5 km de acesta. Petrunea este localizată în apropiere de centrul geografic al Europei. Localitatea ocupă o suprafață de 822 km², fiind cea mai întinsă din cele 32 localități ale raionului Glodeni.
Se învecinează la vest cu Limbenii Vechi și Limbenii Noi, la nord cu orașul Glodeni și la sud-est cu Iabloana.
Petrunea este situată în zona climatică temperată. Această poziție determină caracterul climei, cu alternarea celor patru anotimpuri și ritmicitatea corespunzătoare a unor activități umane. La rândul său clima condiționează formarea zonelor naturale de silvostepă și stepă. ora oficială este cu două ore mai timpurie decât ora de Greenwich (UTC+2). Poziția geografică a satului față de marile unități geografice se caracterizează prin localizarea în sud-vestul Câmpiei Moldovei de Nord în apropiere relativă de Marea Neagră și de Munții Carpați, care influențează semnificativ natura teritoriului. Munții Carpați modifică într-o anumită măsură deplasarea și caracterul maselor de aer dinspre vest și nord-vest și determină creșterea cantității de precipitații atmosferice.
Deschiderea Câmpiei Europei de Est determină pătrunderea liberă a maselor de aer cald dinspre sud iar dinspre nord a aerului arctic rece. Îndepărtarea de Oceanul Atlantic la aproximativ 2.000-2.800 km determină o influență oceanică mai redusă decât în Europa de Vest. De pe Atlantic vin mase de aer oceanic umed, iar de pe Marea Mediterană aer cald și umed.
O particularitate a poziției constă în faptul că Petrunea se află la contactul a trei zone geografice, central-europeană cu păduri de foioase, eurasiatică de stepă și silvostepă și mediteraneeană de vegetație xerofită cu frunză aspră. Această circumstanță determină diversitatea lumii organice și a solurilor.

## Administrație și politică
Componența Consiliului local Petrunea (11 consilieri), ales la 5 noiembrie 2023, este următoarea:
|  | Partid                                        | Consilieri | Componență | Componență | Componență | Componență | Componență | Componență | Componență |
|  | --------------------------------------------- | ---------- | ---------- | ---------- | ---------- | ---------- | ---------- | ---------- | ---------- |
|  | Partidul Dezvoltării și Consolidării Moldovei | 7          |            |            |            |            |            |            |            |
|  | Partidul Socialiștilor din Republica Moldova  | 2          |            |            |            |            |            |            |            |
|  | Candidat independent OLEG TIMCU               | 1          |            |            |            |            |            |            |            |
|  | Partidul Acțiune și Solidaritate              | 1          |            |            |            |            |            |            |            |

## Relief
Petrunea este plasată pe Câmpia Prutului de Mijloc. Alunecările de teren se manifestă în partea de sud-est a satului și în sud vest și ocupă suprafețe considerabile, afectând intensiv terenurile agricole, construcțiile din localitate și căile de transport. Relieful este reprezentat de diverse unități de relief.

## Social
Populația satului Petrunea în anul 2004 era de 2.190 persoane: 2.157 moldoveni/români, 22 de ucraineni, 9 ruși și 2 persoane cu etnie nedeclarată. Mișcările demografice și migratorii au influențat considerabil structura de vârstă a populației: se înregistrează o tendință stabilă de îmbătrânire cauzată de scăderea ratei creșterii naturale, la rândul său cauzată de înrăutățirea situației social-economice în sat și nivelului scăzut de trai al familiilor.
La recensământul din 2014, s-au înregistrat 2.015 locuitori.
Sistemul de învățământ din Petrunea este prezentat de o instituție preșcolară cu o capacitate de 300 locuri, cât și un liceu, în care studiază 380 de elevi și activează 40 de pedagogi.

## Instituții
Satul deține: un gimnaziu, o grădiniță, Casă de cultură, Muzeu de istorie și etnografie, oficiu poștal, biserică creștin-ortodoxă. Primăria se afla în centrul satului.

## Personalități
- Dorimedont Cecan - episcop ortodox de Edineț și Briceni (1998-2006)